# Washington County, Ohio
 Washington County är ett county i sydöstra delen av delstaten Ohio. Countyt fick sitt namn efter George Washington, USA:s förste president.  Den administrativa huvudorten (county seat) är Marietta som ligger vid Ohiofloden, cirka 120 km sydost om delstatens huvudstad Columbus och omedelbart norr om gränsen till delstaten West Virginia. 

## Geografi
Enligt United States Census Bureau har countyt en total area på 1 658 km². 1 645 km² av den arean är land och 13 km² är vatten.      

### Angränsande countyn
- Noble County - norr
- Monroe County - nordost
- Tyler County, West Virginia - öst
- Pleasants County, West Virginia - sydost
- Wood County, West Virginia - söder
- Athens County - sydväst
- Morgan County - nordväst

### Större städer och samhällen
- Marietta, med cirka 14 500 invånare
- Belpre
- Devola